# Otão I da Saxónia

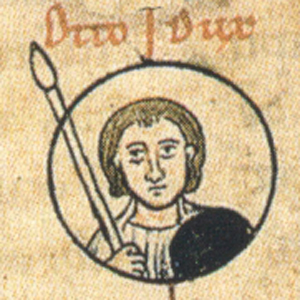
Otão I da Saxónia, Crónica Sancti Pantaleonis, Colónia, cerca de 1237.

Otão I da Saxónia "o Ilustre" (ca. 851 — 30 de novembro de 912) foi um nobre da Saxónia com origem na família de Liudolfingos. Entre 902 e 912 foi abade leigo da Abadia de Hersfeld.
Foi o Duque da Saxónia a partir de 880 até sua morte. Ele era o filho mais novo do duque da Saxónia Liudolfo da Saxónia (805 - 12 de Março de 866) e sua mulher Oda de Bilunga (818 - 913), filha de Bilungo de Stubenskorn e de Eda de Itália, e sucedeu a seu irmão Bruno da Saxónia como duque depois da morte deste último em batalha em 880.

## Relações familiares
Foi filho de Liudolfo da Saxónia (805 - 12 de Março de 866) e de Oda de Bilungo (818 - 913), filha de Bilungo de Stubenskorn e de Eda de Itália. Casou com Heduvige da Austrásia também denominada como Hedwige Babemberga (856 - 24 de dezembro de 903) , filha de Henrique de Babemberga (c. 856 - 903) e de Ingeltrude, filha de Eberardo de Friul (820 - 16 de dezembro de 866) e Gisela, filha de Luís I o Piedoso (778 – 20 de Junho de 840) rei da Aquitânia, de quem teve:
1. Henrique I da Germânia "o Passarinheiro", (876 - 2 de julho de 936) casado por duas vezes, a 1ª em 906 com Hateburga de Alstadt, filha do conde Erwin da Saxónia e a 2ª com Matilde de Ringelheim "Santa Matilde" (890 - 14 de Março de 968).
2. Oda da Saxónia (878 - 952), casou-se por três vezes, a 1ª em 897 o rei Zuentiboldo, a 2ª em 902 com Gerardo I de Metz (c. 875 - 22 de junho de 910), a 3ª com Eberardo de Oberlahngau, conde Oberlahngau.
3. Matilde da Saxónia (c. 890 -?) casou em 905 com Balduíno II de Cleves (888 - 928), conde de Cleves.
4. Liudolfo da Saxónia (c. 877 - c. 912).
5. Tancmar da Saxónia (?- c. 912).
6. Lugarda da Saxônia também denominada como Dodica da Saxónia (? - 923), abadessa na Abadia de Gandersheim entre 919 e 923, tal como tinha acontecido como duas das suas tias antes dela.
7. Irmimburga da Saxónia (? - c. 936) casada com Sigurdo (? - 937)
8. Tietmaro de Merseburgo, tutor do rei Henrique, o Passarinheiro (876 – 2 de julho de 936).

## Bibliografa
- Reuter, Timothy. Germany in the Early Middle Ages 800–1056. New York: Longman, 1991.
- Anais Necrologici Fuldenses , MGH SS XIII, p.123.
- Die Totenbücher von Merseburg , Magdeburg und Lüneburg (Hannover), Merseburg.
- David Baillie diretor, L'Art de verificador datas les episódio p.146.
- Reuter, Timothy. Alemanha no início da Idade Média, 800-1056 , New York, Longman, 1991.
- Dithmar 1,7, p. 71.
- G. Althoff, Die Totenbücher von Merseburg , 1983, Magdeburg und Lüneburg (Hannover), Merseburg.